# Il mistero di Campus 12
Il mistero di Campus 12 è una serie televisiva del 2018, prodotta da Studio 100. La serie è stata presentata in anteprima il 3 settembre 2018 su Ketnet. Dal 30 marzo 2020 la prima stagione nei Paesi Bassi può essere vista su NPO Zapp 
In Italia la serie è stata resa disponibile in anteprima su RaiPlay e poi, a partire da domenica 14 giugno 2020, su Rai Gulp.

## Trama

### Stagione 1
La giovane Bo De Smidt sembra essere improvvisamente scomparsa dalla faccia della terra e nessuno, nemmeno i familiari, ad eccezione del fratello gemello Noah, sembrano ricordarsi di lei. Ma in realtà anche un'altra persona si ricorda di Bo: Sam, un boxeur che frequenta la palestra gestita dal padre di Noah. I due ragazzi si metteranno quindi alla ricerca di Bo. Scoperto che la chiave del mistero che circonda la scomparsa di Bo è collegata al teatro della ricca famiglia dei Vincke, Noah fa di tutto per unirsi al coro del teatro, "I 12", nonostante il parere contrario della sua famiglia.

### Stagione 2
(traduzione della pagina Wiki in Olandese/Fiammingo)
Mentre Bo cerca di scoprire con i giovani alchimisti cosa stanno combinando i loro avversari "I Rosacroce", Noah e Sam hanno un compito importante. Devono custodire la Pietra della Creazione, che è in grado di trasformare la materia in forma. Tuttavia, i ragazzi non riescono a rendersi conto che il pericolo è molto più vicino di quanto pensassero e che i loro avversari vanno agli estremi per raggiungere i loro obiettivi, proprio nel cuore del club di boxe e del teatro. Non tutti sono quello che sembrano ...

La vita di Louise è in pericolo: è intrappolata nel corridoio degli alchimisti, lasciando Noah e Sam senza scelta. Devono lavorare contro la volontà di Bo con i pericolosi nuovi campus. I ragazzi scoprono presto che questi nuovi esperimenti richiederanno loro di immergersi nel mondo dell'astronomia. Ma il tempo sta scadendo. Dante è stato trattato da Celeste con la ghiaia della Pietra delle Anime e sta diventando sempre più un'ombra di se stesso. In realtà non è più autorizzato a boxare. E poi arriva l'incontro della sua vita con quella di Noah ...

### Stagione 3
(traduzione della pagina Wiki in Olandese/Fiammingo)
Quando Bo non è più se stesso dopo un attacco dei Rosacroce, Noah, Sam e Louise uniscono le forze per distruggere le Pietre della Saggezza. È l'unico modo per dare scacco matto per sempre ai loro oscuri avversari e ridare a Bo la sua vita.
Per distruggere le Pietre, hanno bisogno di un dispositivo speciale: i "Crivelli". Nella loro ricerca, ottengono un nuovo potente alleato al loro fianco. I quattro fanno di tutto per sconfiggere i Rosacroce ...

## Episodi
| Stagione         | Episodi | Prima TV Belgio | Prima TV Italia |
| ---------------- | ------- | --------------- | --------------- |
| Prima stagione   | 53      | 2018            | 2020            |
| Seconda stagione | 52      | 2019            | 2021            |
| Terza stagione   | 52      | 2020            | 2022            |
| Quarta stagione  | 56      | 2021            | 2023            |

## Premi e nomination
| Anno | Premio                     | Categoria                         | Candidato | Risultato       |
| ---- | -------------------------- | --------------------------------- | --------- | --------------- |
| 2018 | Het gala van de gouden K's | Attore o attrice Ketnet dell'anno | Nina Rey  | Vincitore/trice |
| 2018 | Het gala van de gouden K's | Serie Ketnet dell'anno            | -         | Candidato/a     |
| 2018 | Het gala van de gouden K's | Band van het jaar                 | -         | Vincitore/trice |